# Lupe Fiasco’s Food & Liquor
Lupe Fiasco’s Food & Liquor – debiutancki album studyjny amerykańskiego rapera Lupe Fiasco, wydany 19 września 2006 roku i nominowany do nagród Grammy.

## Lista utworów
| #  | Tytuł                      | Długość | Tekst                                                                            | Wykonawcy                                   | Producent      | Sample                                                           |
| -- | -------------------------- | ------- | -------------------------------------------------------------------------------- | ------------------------------------------- | -------------- | ---------------------------------------------------------------- |
| 1  | "Intro"                    | 3:06    |                                                                                  | Lupe Fiasco & Iesha Jaco                    | Chris & Drop   |                                                                  |
| 2  | "Real"                     | 4:02    | Lupe Fiasco Soundtrak Harvey Mason Kenny Mason                                   | Lupe Fiasco - Featuring Sarah Green         | Soundtrakk     | - Zawiera sample "How Does It Feel" Harveya Masona               |
| 3  | "Just Might Be OK"         | 4:24    | Lupe Fiasco Prolyfic Paul Humphrey                                               | Lupe Fiasco - Featuring GemStones           | Prolyfic       | - "Humphrey's Overture" Paula Humphreya                          |
| 4  | "Kick, Push"               | 4:13    | Lupe Fiasco Soundtrack                                                           | Lupe Fiasco                                 | Soundtrakk     | - "Bolero Medley" & "Magtaksil Man Ikaw" Celeste Legaspi         |
| 5  | "I Gotcha"                 | 3:58    | Lupe Fiasco Pharrell Williams                                                    | Lupe Fiasco - Featuring Pharrell Williams   | The Neptunes   |                                                                  |
| 6  | "The Instrumental"         | 3:26    | Lupe Fiasco Mike Shinoda Jonah Matranga Shaun Lopez Chris Robyn John Gutenberger | Lupe Fiasco - Featuring Jonah Matranga      | Mike Shinoda   | - "Nestle" by Far                                                |
| 7  | "He Say, She Say"          | 4:12    | Lupe Fiasco Soundtrakk Burt Bacharach Hal David                                  | Lupe Fiasco - Featuring Gemini, Sarah Green | Soundtrakk     | - "The Last One to Be Loved" Burta Bacharacha                    |
| 8  | "Sunshine"                 | 3:55    | Lupe Fiasco Soundtrakk                                                           | Lupe Fiasco                                 | Soundtrakk     | - "Friend To Friend" Diany Ross                                  |
| 9  | "Daydreamin'"              | 3:55    | Lupe Fiasco Craig Kallman Dave Mackay Sylveer Van Holman Raymond Vincent         | Lupe Fiasco - Featuring Jill Scott          | Craig Kallman  | - "Daydream in Blue" I Monster                                   |
| 10 | "The Cool"                 | 3:46    | Lupe Fiasco Kanye West Dexter Wansel                                             | Lupe Fiasco                                 | Kanye West     | - "Life on Mars" Dextera Wansela - "Funky Drummer" Jamesa Browna |
| 11 | "Hurt Me Soul"             | 4:22    | Lupe Fiasco Needlz Tony Camillo Mary Sawyer                                      | Lupe Fiasco                                 | Needlz         | - "Stay With Me", Cecil Holmes                                   |
| 12 | "Pressure"                 | 4:47    | Lupe Fiasco Prolyfic Sean Carter Mike Melvoin Bill Schnee                        | Lupe Fiasco - Featuring Jay-Z               | Prolyfic       | - "Pressure Cooker", Thelma Houston                              |
| 13 | "American Terrorist"       | 4:40    | Lupe Fiasco Prolyfic Armando Corea                                               | Lupe Fiasco - Featuring Matthew Santos      | Prolyfic       | - "The Romantic Warrior" Return to Forever                       |
| 14 | "The Emperor's Soundtrack" | 2:56    | Lupe Fiasco Soundtrakk Michael Schenker                                          | Lupe Fiasco                                 | Soundtrakk     | - "Between the Walls" UFO                                        |
| 15 | "Kick, Push II"            | 4:11    | Lupe Fiasco Brandon Howard                                                       | Lupe Fiasco                                 | Brandon Howard |                                                                  |
| 16 | "Outro"                    | 12:13   |                                                                                  | Lupe Fiasco                                 | Chris & Drop   |                                                                  |

## Pozycje na listach
| Lista (2008)                          | Najwyższa pozycja |
| ------------------------------------- | ----------------- |
| Dutch Albums Chart                    | 74                |
| U.S. Billboard 200                    | 8                 |
| U.S. Billboard Top R&B/Hip-Hop Albums | 2                 |
| U.S. Billboard Top Rap Albums         | 1                 |
| UK Albums Chart                       | 31                |

### Nagrody Grammy
| Nagrody Grammy                                  |                                       |               |               |
| Rok                                             | Kategoria                             | Gatunek       | Tytuł         |
| 2007                                            | Best Rap Solo Performance (Nominacja) | Rap           | "Kick, Push"  |
| 2007                                            | Best Rap Song (Nominacja)             | Rap           | "Kick, Push"  |
| 2007                                            | Best Rap Album (Nominacja)            | Rap           | Food & Liquor |
| 2008                                            |                                       |               |               |
| Best Urban/Alternative Performance (Zwycięstwo) | Rap                                   | "Daydreamin'" |               |